# Heo Il-yeong
Heo Il-yeong (허일영?; Pusan, 5 agosto 1985) è un cestista sudcoreano.

## Carriera
Con la Corea del Sud ha disputato i Campionati mondiali del 2014.